# Hryhorii Chapkis
Hryhorii Mykolaiovych Chapkis (24 février 1930 - 13 juin 2021) est un danseur et chorégraphe ukrainien. Il a été lauréat de trois concours internationaux. Il est devenu Artiste du Peuple d'Ukraine en février 2010. Auparavant, il a reçu le titre d'artiste méritoire de la République socialiste soviétique d'Ukraine (1964).
Il décède à Kiev le 13 juin 2021, à l'âge de 91 ans, des complications de la COVID-19.